# Besfort Zeneli
Besfort Zeneli (Säter, 21 de noviembre de 2002) es un futbolista sueco, nacionalizado kosovar, que juega en la demarcación de centrocampista para el IF Elfsborg de la Allsvenskan.

## Selección nacional
Tras jugar en las categorías inferiores de la selección, finalmente hizo su debut con la selección de Suecia el 22 de marzo de 2025 en un encuentro amistoso contra Luxemburgo que finalizó con un resultado de 1-0 a favor del combinado luxemburgués tras el gol de Seid Korac.

## Clubes
| Club        | País   | Año   | Partidos | Goles |
| ----------- | ------ | ----- | -------- | ----- |
| IF Elfsborg | Suecia | 2022- | 78       | 3     |